# 肖頓雪原
肖頓雪原（英語：Shotton Snowfield），是一片位於南極洲的雪原，位於科茨地，北面是赫伯特山脈和先鋒陡崖，南面是里德山脈，以地質學家命名，現時由南極條約體系管理。